# Resolució 1086 del Consell de Seguretat de les Nacions Unides
La Resolució 1086 del Consell de Seguretat de les Nacions Unides fou adoptada per unanimitat el 29 de novembre de 1996.
Després de recordar totes les resolucions pertinents del Consell de Seguretat i de l'Assemblea General sobre Haití, el Consell va decidir ampliar la Missió de Suport de les Nacions Unides a Haití (UNSMIH) per última vegada, fins al 31 de maig de 1997, tret que poguessin fer progressos, en aquest cas, es prorrogaria fins al 31 de juliol de 1997.
El Consell de Seguretat va prendre nota de la millora en les condicions de seguretat a Haití en els últims mesos i la capacitat de la Policia Nacional d'Haití en enfrontar-se'n. Encara hi havia fluctuacions en la situació de seguretat. El treball encomanat a la Policia Nacional Lloable va ser la promoció de la democràcia a la revitalització del sistema de justícia del país, mentre que foren benvinguts els esforços de l'Organització dels Estats Americans (OEA) i la Missió Civil Internacional (MICIVIH).
S'ha destacat la importància d'una força policial autosuficient i en funcionament. El mandat de la UNSMIH, tal com s'estableix en Resolució 1063 (1996), es va estendre fins al 31 de maig de 1997, amb 300 policies i 500 personal militar a menys que UNSMIH pogués fer més progressos amb la força de policia, en aquest cas s'ampliaria fins al 31 de juliol de 1997 després d'una revisió del Consell.
Es va demanar al secretari general Boutros Boutros-Ghali que informi el 31 de març de 1997 sobre l'aplicació de la resolució. Es va reconèixer que la reconstrucció i la rehabilitació econòmica van ser les principals tasques del Govern d'Haití i la importància de l'assistència internacional pel país. Es va demanar assistència internacional als Estats membres, a més de les contribucions al fons voluntari establert a la Resolució 975 (1995).